# Grand Piquey
Grand Piquey, ou Gran Piquèir en occitan gascon, est un des villages de la presqu'île du Cap Ferret, appartenant à la commune de Lège-Cap-Ferret, dans le bassin d'Arcachon.
Les noms des deux villages, « Grand Piquey » et « Petit Piquey », font référence au terme gascon désignant un monticule formé par le sable transporté par le vent du large. Ils désignent donc une « grande dune » et une « petite dune ». 
André Rebsomen décrivait ainsi le village de Grand Piquey en 1928 dans son ouvrage Notes touristiques sur le Pays de Buch : « Ce point de la côte, situé à 1500 m. du précédent, s’appelle Pique ou Grand Piquey. C’est le terminus du parcours du bateau à vapeur qui s’arrête à son débarcadère. Villa « Les Hirondelles » à Mme Rolland-Lesca. C’est un endroit enchanteur il laisse à tous ceux qui y sont demeurés une impression exquise de beauté, beauté de l’air, beauté de l’eau ... ».

## Personnalités liées au village
- Jean Cocteau aimait à séjourner dans un hôtel de Grand Piquey, « le Chantecler », transformé depuis les années 1970 en appartements, avec Raymond Radiguet[2].

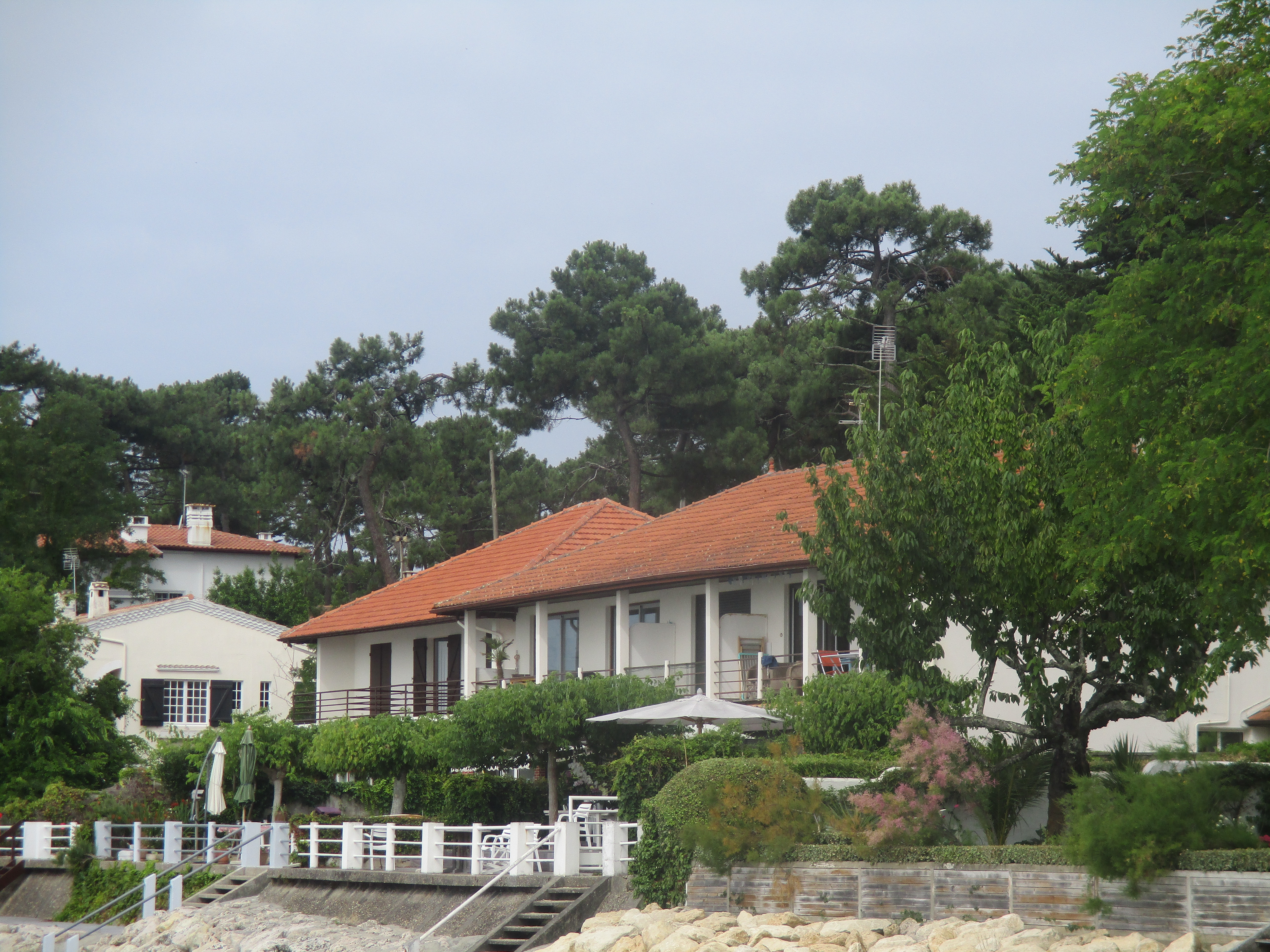
Vue du Chantecler aujourd'hui.